# 北条民雄

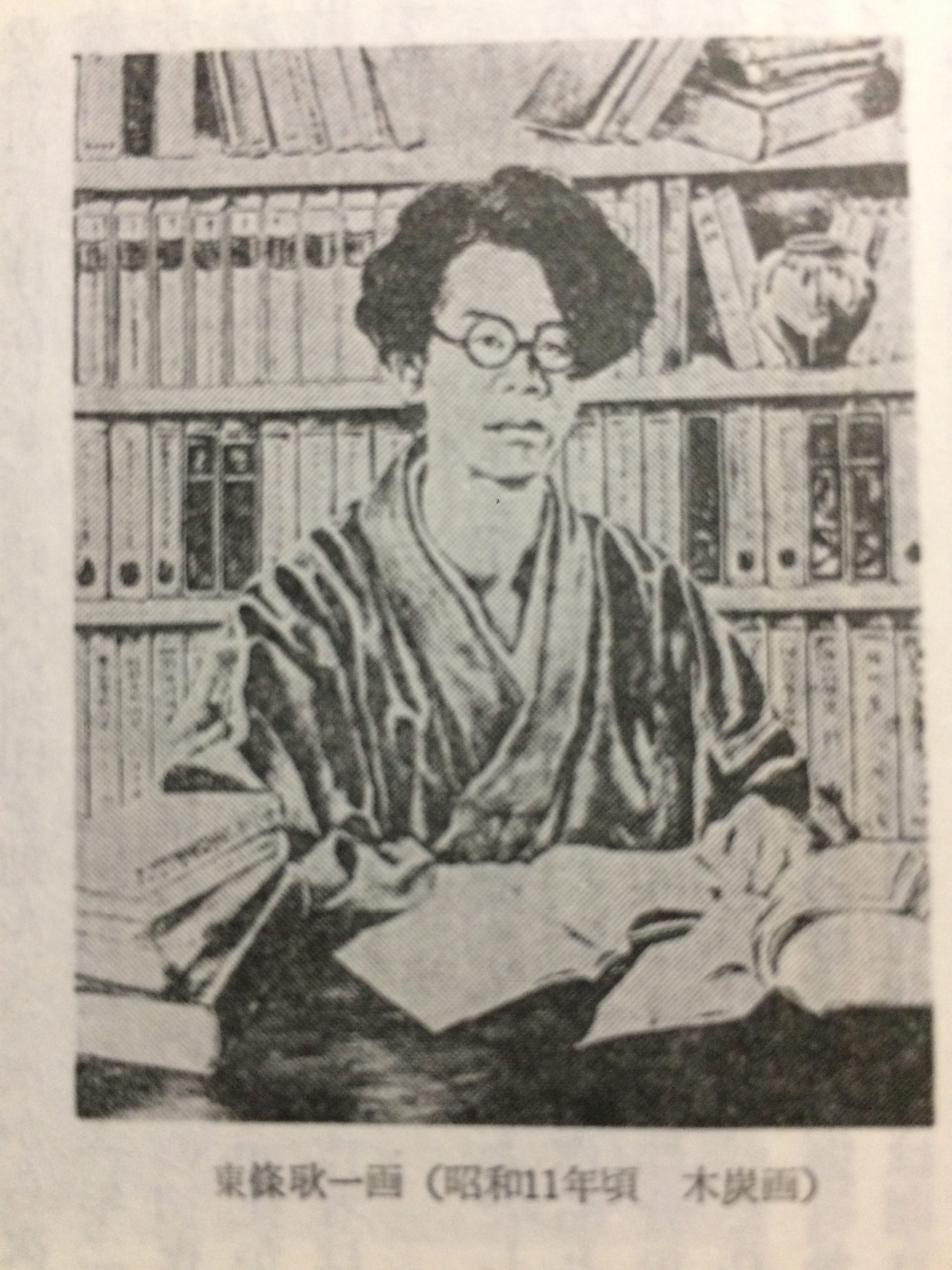
北条民雄

北条 民雄（ほうじょう たみお、旧字体：北條 民雄、1914年（大正3年）9月22日 - 1937年（昭和12年）12月5日）は、徳島県出身の小説家。
ハンセン病となり隔離生活を余儀なくされながら、自身の体験に基づく作品「いのちの初夜」などを遺した。本名：七條 晃司（しちじょう てるじ）。

## 生涯
1914年9月、日本統治時代の朝鮮の首都京城（現・ソウル）に生まれる。生後間もなく母親と死別し、徳島県阿南市下大野町に育つ。
1932年に結婚。1933年、19歳のとき、ハンセン病を発病し破婚。翌1934年、東京府北多摩郡東村山村の全生園に入院。入院後、創作を開始した。川端康成に書簡を送って原稿の閲読を乞い、以降は川端に師事する。1935年、脱稿した「間木老人」を川端に送り、激励を受けた。
1936年、「いのちの初夜」により第2回文學界賞を受賞、第3回芥川賞の候補にもなった。その他に「癩家族」、「癩院受胎」、「望郷歌」などの作品を著したが、1937年に腸結核のため死去。23歳没。最期を看取ったのは親友の東條耿一である。

## 没後の動き
ハンセン病に対する偏見や差別により、長らく本名は公表されていなかったが、出身地の阿南市が親族に2年間に亘り本名を公開するように説得した結果、生誕100年にあたる2014年6月に親族の了承を得て、没後77年経って本名が公開された。
同年8月に発刊された「阿南市の先覚者たち（第一集）」に業績などが収録された。
2015年には、阿南市文化会館において、闘病中の生活や川端康成との交流をパネルで紹介する「文学特別展」が開催された。
2019年からは、命日である12月5日に合わせ、徳島文芸協会を中心に「民雄忌」という追悼の会が営まれている。2021年の第3回目には、元ハンセン病患者の女性を描いた『あん』の原作者、ドリアン助川が講演を行うなどした。

## 著書

### 作品集
- 『いのちの初夜』創元社、1936年12月。NDLJP:1224351。

収録：いのちの初夜, 間木老人, 癩院受胎, 癩家族, 猫料理, 眼帯記, 癩院記録, 続癩院記録, 跋（川端康成）
- 『北條民雄集』創元社〈創元選書 第151〉、1948年9月。NDLJP:1703431。
  - 『いのちの初夜』（再版）創元社〈創元選書 第151〉、1949年7月。NDLJP:1703431。

収録：いのちの初夜, 眼帯記, 癩院受胎, 癩院記録, 続癩院記録, 癩家族, 望郷歌, 吹雪の産声, 北條民雄略年譜, 北條民雄の人と生活(光岡良二), あとがき(川端康成)
- 『いのちの初夜』創元社〈創元文庫 A 第35〉、1951年10月。NDLJP:1352845。

収録：いのちの初夜, 眼帯記, 癩院受胎, 癩院記録, 続癩院記録, 癩家族, 望郷歌, 吹雪の産声, 北條民雄略年譜, 北條民雄の人と生活(光岡良二), あとがき(川端康成)
- 『いのちの初夜』ひまわり社〈それいゆ新書〉、1955年8月。NDLJP:1354461。

収録：間木老人, いのちの初夜, 癩院受胎, 癩家族, 望郷歌, 解説(川端康成)
- 『いのちの初夜』角川書店〈角川文庫〉、1955年9月、改版1991年、新訂版2020年11月。NDLJP:1354538。ISBN 9784041109755。

収録：いのちの初夜, 眼帯記, 癩院受胎, 癩院記録, 続癩院記録, 癩家族, 望郷歌, 吹雪の産声, あとがき(川端康成),北條民雄の人と生活(光岡良二),解説(高山文彦),年譜
- 『いのちの初夜』高松宮記念ハンセン病資料館、1994年10月。

収録：いのちの初夜, 間木老人, 望郷歌
- 『いのちの初夜』勉誠出版〈人間愛叢書〉、2010年2月。ISBN 9784585012436。

収録：いのちの初夜, 望郷歌, 吹雪の産声
- 『北條民雄小説随筆書簡集』講談社〈講談社文芸文庫〉、2015年10月。ISBN 9784062902892。

収録：小説(いのちの初夜, 間木老人, 癩院受胎, 吹雪の産声, 癩家族, 望郷歌, 道化芝居, 青春の天刑病者達, 癩を病む青年達), 掌編・童話(童貞記, 白痴, 戯画, 月日, 可愛いポール, すみれ), 随筆(癩院記録, 続癩院記録, 発病, 発病した頃, 猫料理, 眼帯記, 柊の垣のうちから, 烙印をおされて), 書簡(川端康成との往復書簡（九十通）, 中村光夫宛（六通）, 五十嵐正宛（一通）, 東條耿一宛（四通）, 光岡良二宛（一通）, 森信子宛（一通）, 小林茂宛（五通）), 解説(若松英輔), 年譜(計盛達也)
- 『北條民雄集』田中裕 編、岩波書店〈岩波文庫 緑227-1〉、2022年2月。ISBN 9784003122716。

収録：小説(いのちの初夜, 間木老人, 吹雪の産声, 望郷歌), 童話(可愛いポール, すみれ), 随筆(発病, 発病した頃, 眼帯記, 書けない原稿, 独語―癩文学ということ, 柊の垣のうちから, 井の中の正月の感想, 断想), 日記(一九三四年－三七年（抄））, 書簡(川端康成宛）, 臨終記(東條耿一), 解説・年譜

### 全集

#### 創元社（1938年）
- 川端康成 編『北條民雄全集』 上巻、創元社、1938年4月。NDLJP:1217915。

収録：小説(いのちの初夜, 間木老人, 癩院受胎, 吹雪の産声, 癩家族, 望郷歌, 道化芝居), 小品・童話(童貞記, 白痴, 戯画, 月日, 可愛いポール, すみれ), 未完成作品(青い㷔, 鬼神, 青年, キリスト者の告白, 無題Ⅰ, 無題Ⅱ, 盂蘭盆, 邂逅, 癩者, 大阪の一夜, 人間再建, 朝), 作品構想の覚書(鬼神, 地下室の青年達, 家族崩潰, 新しき朝), 上巻編纂の辞(川端康成)
- 川端康成 編『北條民雄全集』 下巻、創元社、1938年6月。NDLJP:1217932。

収録：随筆(癩院記録, 続癩院記録, 発病, 発病した頃, 猫料理, 眼帯記, 外に出た友, 柊の垣のうちから, 柊の垣にかこまれて, 花, 表情, 絶望, 又か、といふこと, 二つの死, 烙印をおされて, 牧場の音楽師), 感想(精神のへど, 覚え書, 一九三六年回顧, 年頭雑感, 頃日雑記, 書けない原稿, 独語, 断想), 日記(一九三四年（昭和九年）, 一九三五年（昭和十年）, 一九三六年（昭和十一年）, 一九三七年（昭和十二年）, 重病室日誌, 続重病室日誌), 書簡(川端康成宛（六十六通）, 中村光夫宛（六通）, 五十嵐正宛（一通）, 東條耿一宛（四通）, 光岡良二宛（一通）, 森信子宛（一通）, 小林茂宛（五通）), 年譜, 追悼記(北條民雄の人と生活(光岡良二), 臨終記(東條耿一), 遺稿を整理して(於泉信夫)), 下巻編纂の辞(川端康成)

#### 東京創元社（1980年）
- 川端康成、川端香男里 編『定本北條民雄全集』東京創元社、1980年10月。ISBN 9784488024017。

収録：小説(いのちの初夜, 間木老人, 癩院受胎, 吹雪の産声, 癩家族, 望郷歌, 道化芝居, 青春の天刑病者達, 癩を病む青年達), 小品・童話(童貞記, 白痴, 戯画, 月日, 可愛いポール, すみれ), 未完成作品(青い焔, 鬼神, 青年, キリスト者の告白, 無題Ⅰ, 無題Ⅱ, 盂蘭盆, 邂逅, 癩者, 大阪の一夜, 人間再建, 朝), 作品構想の覚え書(鬼神, 地下室の青年達, 家族崩潰, 新しき朝), 北條民雄年譜(光岡良二), 上巻編纂の辞(川端康成), 覚書(川端香男里)
- 川端康成・川端香男里 編『定本北條民雄全集』東京創元社、1980年12月。ISBN 9784488024024。

収録：随筆(癩院記録, 続癩院記録, 発病, 発病した頃, 猫料理, 眼帯記, 外に出た友, 柊の垣のうちから, 烙印をおされて, 牧場の音楽師, 孤独のことなど, 赤い斑紋, 井の中の正月の感想), 感想(精神のへど, 覚え書, 一九三六年回顧, 年頭雑感, 頃日雑記, 書けない原稿, 独語, 断想), 日記(1934年（昭和9年）, 1935年（昭和10年）, 1936年（昭和11年）, 1937年（昭和12年）, 重病室日誌, 続重病室日誌), 書簡(川端康成との往復書簡, 中村光夫宛, 五十嵐正宛, 東條耿一宛, 光岡良二宛, 森信子宛, 小林茂宛), 追悼記(北條民雄の人と生活(光岡良二), 臨終記(東條耿一), 遺稿を整理して(於泉信夫)), 下巻編纂の辞(川端康成), 覚書(川端香男里)

#### 東京創元社（文庫判、1996年）
- 川端康成・川端香男里 編『定本 北條民雄全集』 上巻、東京創元社〈創元ライブラリ〉、1996年9月。ISBN 9784488070083。

収録：小説(いのちの初夜, 間木老人, 癩院受胎, 吹雪の産声, 癩家族, 望郷歌, 道化芝居, 青春の天刑病者達, 癩を病む青年達), 小品・童話(童貞記, 白痴, 戯画, 月日, 可愛いポール, すみれ), 未完成作品(青い焔, 鬼神, 青年, キリスト者の告白, 無題Ⅰ, 無題Ⅱ, 盂蘭盆, 邂逅, 癩者, 大阪の一夜, 人間再建, 朝), 作品構想の覚え書(鬼神, 地下室の青年達, 家族崩潰, 新しき朝)
北條民雄年譜(光岡良二), 上巻編纂の辞（昭和十三年版）(川端康成), 覚書（昭和五十五年版）(川端香男里), 定本　北條民雄全集（昭和五十五年版）付録(忘れられない本(福永武彦), 創元選書『いのちの初夜』あとがき(川端康成), 光明の文学(島木健作))
- 川端康成・川端香男里 編『定本 北條民雄全集』 下巻、東京創元社〈創元ライブラリ〉、1996年9月。ISBN 9784488070090。

収録：随筆(癩院記録, 続癩院記録, 発病, 発病した頃, 猫料理, 眼帯記, 外に出た友, 柊の垣のうちから, 烙印をおされて, 牧場の音楽師, 孤独のことなど, 赤い斑紋, 井の中の正月の感想), 感想(精神のへど, 覚え書, 一九三六年回顧, 年頭雑感, 頃日雑記, 書けない原稿, 独語, 断想), 日記(1934年（昭和9年）, 1935年（昭和10年）, 1936年（昭和11年）, 1937年（昭和12年）, 重病室日誌, 続重病室日誌)
 書簡(川端康成との往復書簡, 中村光夫宛, 五十嵐正宛, 東條耿一宛, 光岡良二宛, 森信子宛, 小林茂宛), 追悼記(北條民雄の人と生活(光岡良二), 臨終記(東條耿一), 遺稿を整理して(於泉信夫)), 下巻編纂の辞(川端康成), 覚書（昭和五十五年版）(川端香男里), 解説(奥野健男)

## 伝記
- 光岡良二『いのちの火影 北条民雄覚え書』新潮社、1970年7月。
  - 光岡良二『北条民雄 いのちの火影』沖積舎、1981年12月。
- 高山文彦『火花 北条民雄の生涯』飛鳥新社、1999年8月。ISBN 9784870313736。
  - 高山文彦『火花 北条民雄の生涯』角川書店〈角川文庫〉、2003年6月。ISBN 9784043708017。
  - 高山文彦『火花 北条民雄の生涯』七つ森書館〈ノンフィクション・シリーズ"人間" 9〉、2012年10月。ISBN 9784822870096。

## 関連文献
- 荒井裕樹『無意味なんかじゃない自分 ハンセン病作家・北條民雄を読む』講談社、2025年5月19日。ISBN 9784065395714。（電子版あり）